# Trächtigkeit

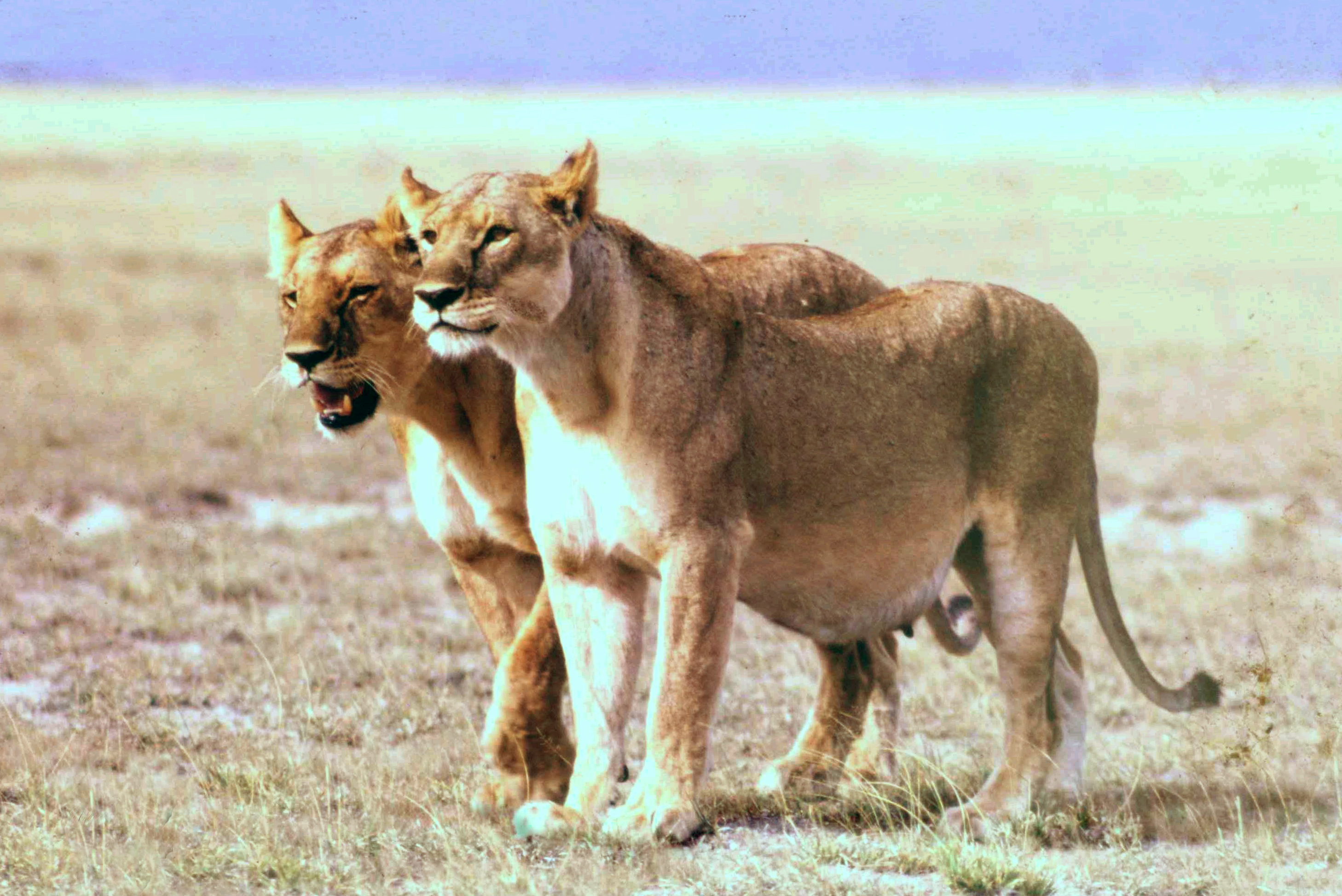
Trächtige Löwin

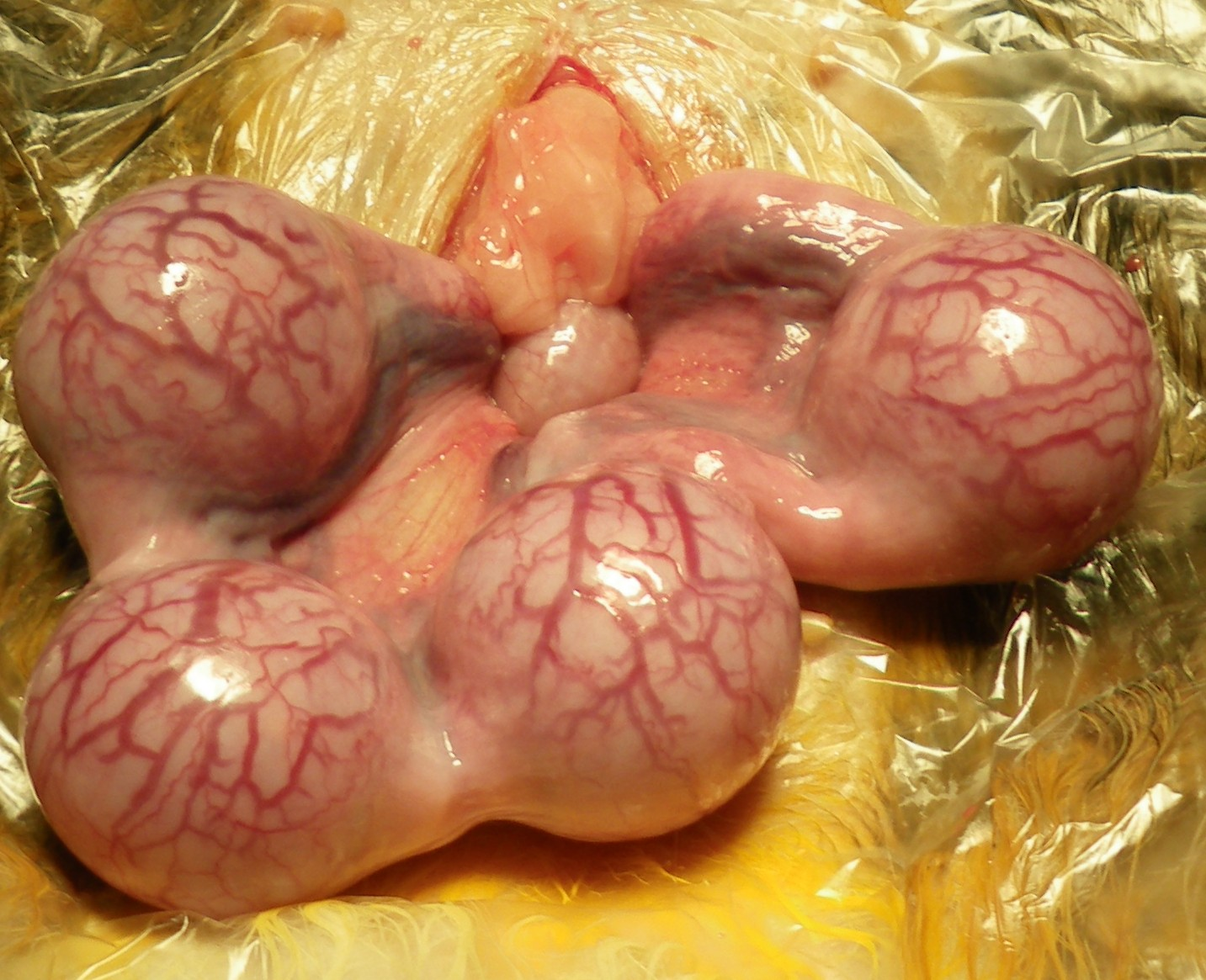
Gebärmutter einer trächtigen Katze

Als Trächtigkeit oder Gravidität (von lateinisch graviditas ‚Schwangerschaft‘) bezeichnet man das Austragen der Nachkommen in der Gebärmutter bei weiblichen lebendgebärenden Tieren. Die Tragzeit erstreckt sich von der Befruchtung bis zum Wurf und entspricht damit der Schwangerschaft des Menschen.
Im Gegensatz zum Menschen sind zahlreiche Tierarten dazu in der Lage, die embryonale Entwicklung zwischen der Befruchtung und der Geburt zu pausieren. Diese Keimruhe wird auch als Vortragezeit bezeichnet und tritt bei zahlreichen Wildtieren, wie beispielsweise Bären, Robben, Seelöwen und Rehen auf.

## Feststellen der Trächtigkeit bei Haus- und Nutztieren
Die Feststellung bzw. Bestätigung einer Trächtigkeit ist, bei Haus und Nutztieren häufig die Aufgabe des praktischen Tierarztes. Sie kann erfolgen durch:
- Ertasten (Palpation) der sich vergrößernden Gebärmutter oder des Fetus selbst durch die Bauchwand oder bei größeren Tieren auch über den Mastdarm (Rektaluntersuchung). Bei Hausrindern ist zwischen 35. Tag und Ende des dritten Monats der Eihautgriff positiv.
- bildgebende Verfahren (vor allem Ultraschall)
- Hormonbestimmungen (Hund: Relaxin)

Ist eine Fortpflanzung der Haus- oder Nutztiere aus wirtschaftlichen oder privaten Gründen nicht erwünscht, so gibt es die Möglichkeit ein Tier kastrieren oder sterilisieren zu lassen. Das deutsche Tierschutzrecht verlangt bei der Kastration von Ferkeln mittlerweile, dass diese betäubt werden müssen.

## Trächtigkeitsdauer

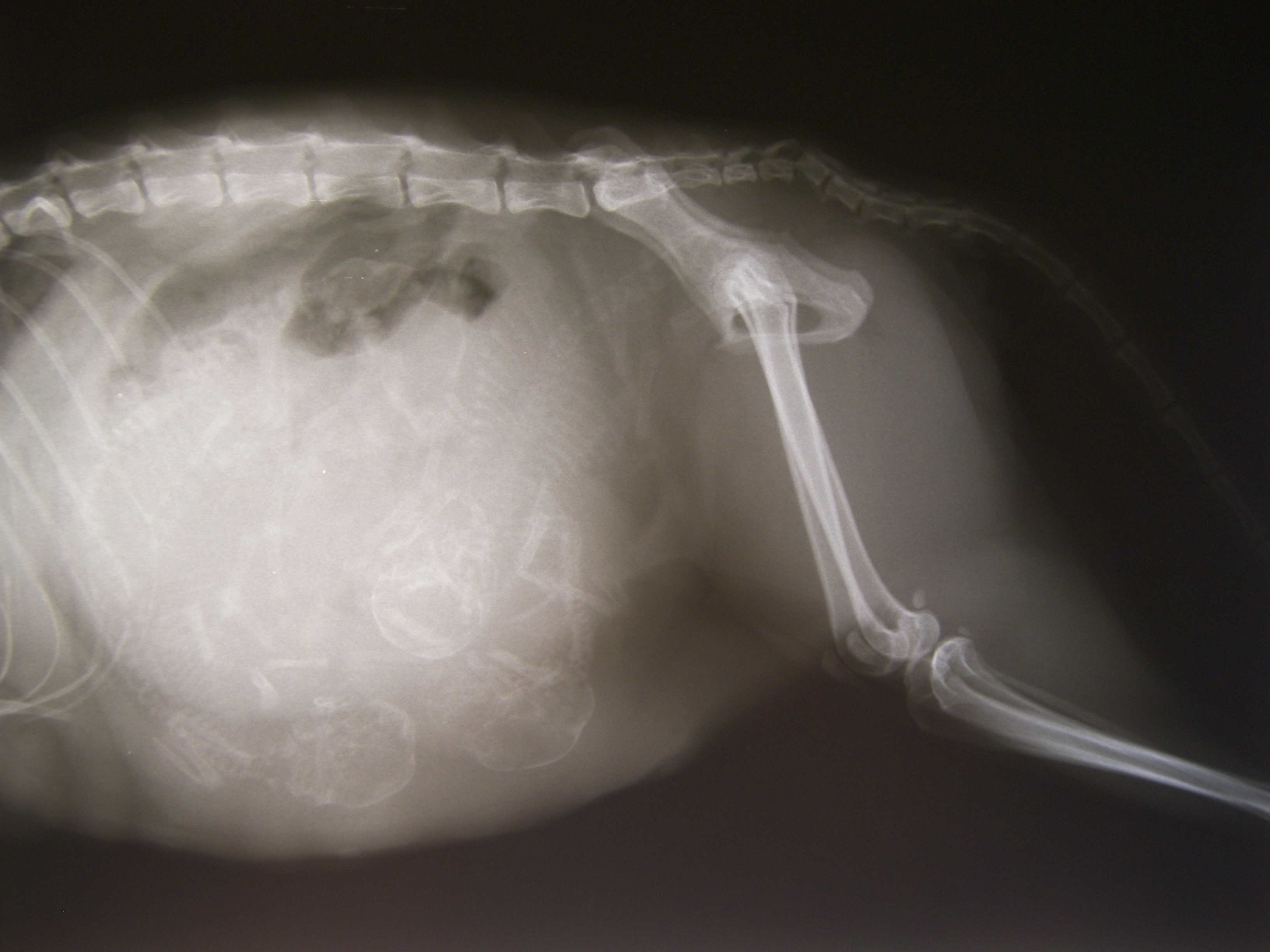
Röntgenaufnahme einer trächtigen Hündin

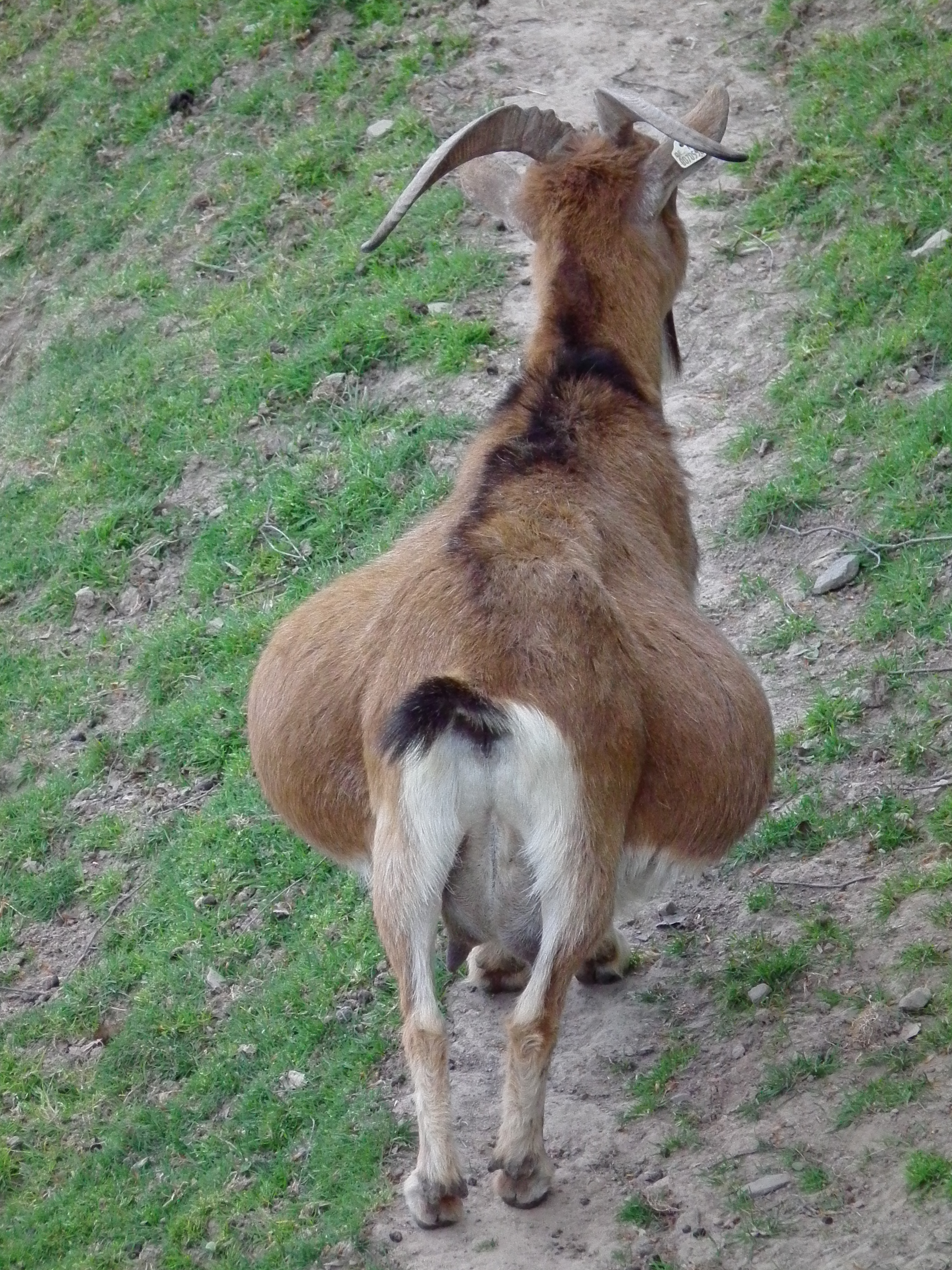
Trächtige Zwergziege

Die Trächtigkeitsdauer (Syn. Tragzeit oder Tragedauer) ist je nach Tierart verschieden und weist bei den einzelnen Tierarten unterschiedlich starke Schwankungen auf. Im Nutztierbereich sind diese beim Pferd besonders hoch, bei Rindern etwas geringer und bei Schweinen und den kleinen Wiederkäuern am geringsten.
Zudem können innerhalb einer Tierart rassenspezifische und auch individuelle Schwankungen auftreten, so ist z. B. von Ratten bekannt, dass sie bei Nahrungsmittelknappheit den Fötus in der Reifung hemmen oder gänzlich zurückbilden können.

### Bei ausgewählten Haus- und Nutztieren
| Tierart             | mittlere Dauer |
| ------------------- | -------------- |
| Goldhamster         | 16             |
| Hausmaus            | 20–23          |
| Hausratte           | 21–23          |
| Hauskaninchen       | 30–32          |
| Hauskatze           | 58–63          |
| Haushund            | 63–68          |
| Hausmeerschweinchen | 63–70          |
| Hausschwein         | 110–118        |
| Hausziege           | 150            |
| Hausschaf           | 150            |
| Hausrind            | 270–290        |
| Hauspferd           | 320–355        |
| Hausesel            | 365–370        |

### Bei ausgewählten Wildtieren

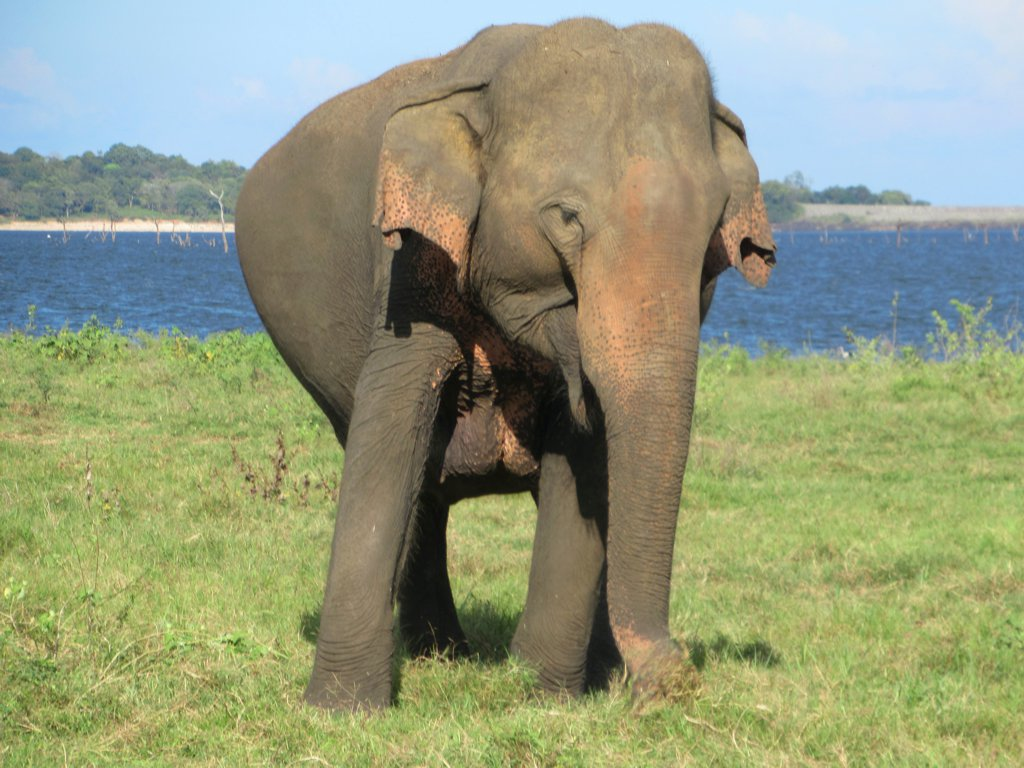
Trächtige Elefantenkuh im Kaudulla National Park, Sri Lanka

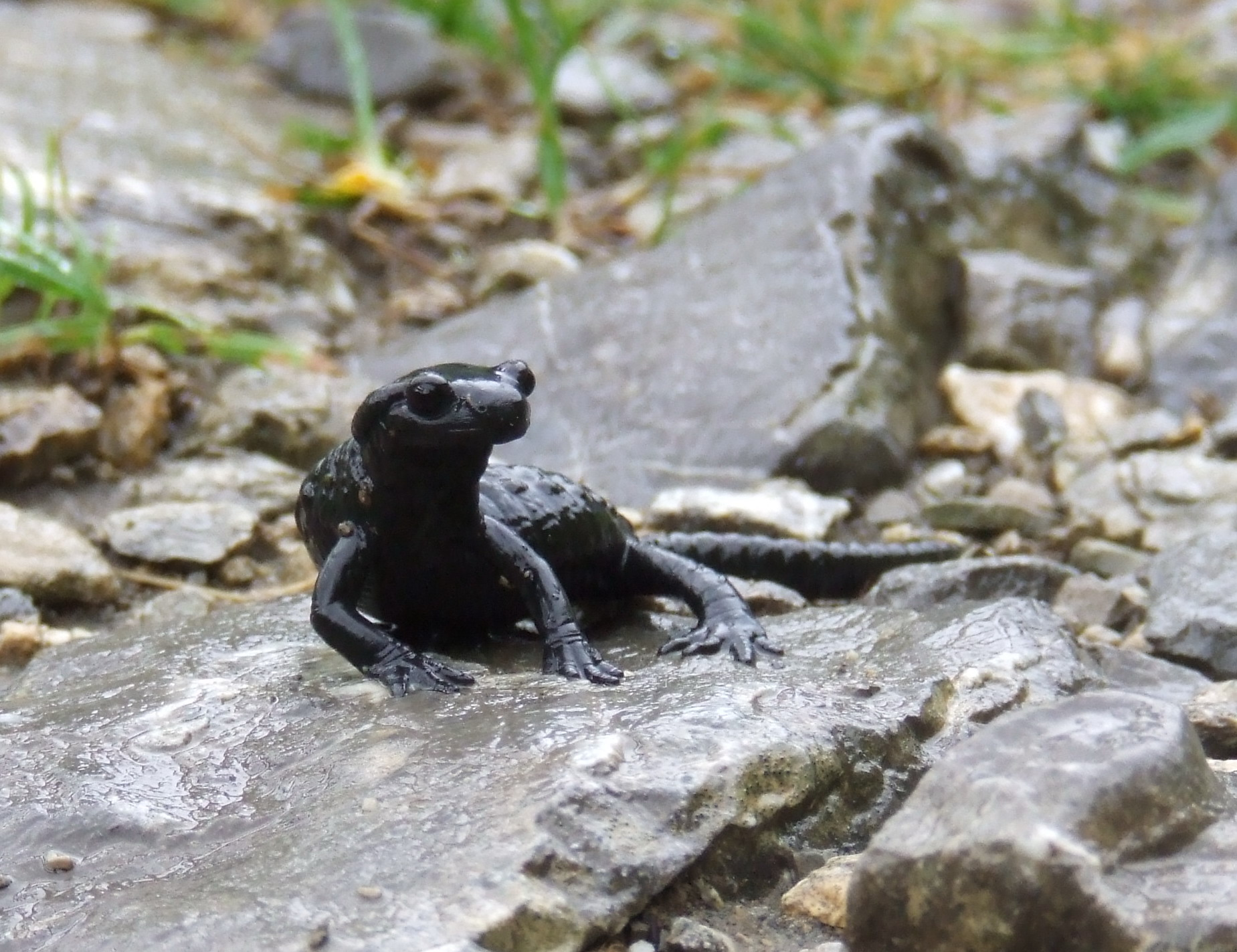
Eine längere Tragzeit ist im Tierreich bisher nicht bekannt; Alpensalamander sind 2 bis 4 Jahre trächtig

Das Säugetier mit der längsten, nachgewiesenen Tragzeit ist die Elefantenkuh mit bis zu 680 Tagen, was gut 22 Monaten entspricht.
| Tierart               | mittlere Dauer               |
| --------------------- | ---------------------------- |
| Waldmaus              | 21–26                        |
| Igel                  | 35                           |
| Waschbär              | 65                           |
| Schimpanse            | durchschnittlich 230         |
| Bonobo                | 220–250                      |
| Eisbär                | ca. 240 (inklusive Keimruhe) |
| Kaiserskorpion        | ca. 270                      |
| Reh                   | 285 (inklusive Keimruhe)     |
| Galápagos-Seelöwe     | 342–365                      |
| Giraffe               | 420–450                      |
| Nashorn               | 450–540                      |
| Afrikanischer Elefant | bis zu 680                   |
| Alpensalamander       | 730–1.460                    |

Zum Vergleich: Die Schwangerschaft beim Menschen dauert im Mittel 266 Tage.